# Bronco Billy
Bronco Billy er en amerikansk westernkomedie fra 1980, der er blev instrueret af Clint Eastwood. Eastwood spiller selv hovedrollen og han spiller over for Sondra Locke. Manuskriptet blev skrevet af Dennis Hackin. Eastwoods to børn Alison Eastwood og Kyle Eastwood spiller også med som to forældreløse børn på en børnehjem.
Filmen handler om Billy Bronco, der ejer et Wild West Show, der er i økonomiske vanskeligheder. Filmen fik fine anmeldelser og soundtracket med countrymusik blev populært, men publikum svigtede i biograferne. Richard Schickel har i sin biografi over Eastwood argumenteret for, at Bronco Billy er Eastwoods mest selvbiografiske karakter.
Filmen var en af de relativt sjældne kommercielle fiaskoer i Eastwoods karriere,.

## Medvirkende
- Clint Eastwood som 'Bronco' Billy McCoy
- Sondra Locke som Antoinette Lily
- Geoffrey Lewis som John Arlington
- Scatman Crothers som Doc Lynch
- Bill McKinney som Lefty LeBow
- Sam Bottoms Leonard James
- Dan Vadis som Chief Big Eagle
- Sierra Pecheur som Lorraine Running Water
- Walter Barnes som Sherif Dix
- Woodrow Parfrey som Dr. Canterbury
- Beverlee McKinsey som Irene Lily
- Doug McGrath som Lt. Wiecker
- Hank Worden som mekaniker på stationen
- Tessa Richarde som Miss Mitzy
- William Prince som Edgar Lipton
- Merle Haggard som sig selv
- Alison Eastwood som barn på børnehjem (ukrediteret
- Kyle Eastwood som forældreløs (ukrediteret)
- Danny Jensen som rapporter (ukrediteret)

## Plot
"Bronco Billys "Wild West Show" er et omrejsende cirkus, hvor Bronco Billy McCoy (Clint Eastwood), er hovedpersonen som "den hurtigste revolvermand" i USAs vestlige stater. Showet afsluttes med en scene, hvor Bronco Billy med bind for øjnene skyder mod balloner, som svæver rundt om hans kvindelige assistents hoved på en træskive Da han skal kaste en kniv, bevæger assistenten benet og bliver såret, hvorefter hun siger op. Herefter er showet uden indtjening og ingen af de ansatte får løn i seks måneder.
Showet flytter tile n anden by, hvor Bronco Billy opsøger borgmesterkontoret for at opnå tilladelse til at opføre sit show. Her træffer han Antoinette (Sondra Locke) og John Arlington (Geoffrey Lewis), som er på stedet for at indgå ægteskab. Hun foragter sin kommende ægtemand, men på grund af nogle besynderlige bestemmelser i et testamente, skal hun gifte sig inden hun fylder tredive år for at opnå en stor arv. På vej til bryllupsrejsen bryder ægteparrets bil sammen på et motel, som ligger lige ved siden af. Den følgende morgen stjæler Arlington hendes penge og bilen, som er blevet repareret.
Bronco Billy overtaler Antoinette, der nu er helt alene til at blive sin nye assistent, kaldet "Miss Lily," selv om hun i begyndelsen kun indvilger i at spille ved et show. Antoinette opdager, at Arlington er blevet arresteret for at myrde hende, angivet af Antoinettes stedmor og hendes intrigante sagførerven, som håber på at få fat I arven. Antoinette ser muligheden for at gøre op med Arlington og vender tilbage til Bronco Billys Wild West Show under sit pseudonym.
Showet kommer ud for en del udfordringer, hvor den værste opstår, da cirkusteltet brænder . Bronco Billy foreslår, at han og de ansatte plyndrer et tog på den gamle western – måde ved at ride langs det og springe ombord. De må dog give op overfor det langt hurtigere og bedre sikrede tog end dets forgængere.
Herefter får showet en sidste chance, da forstanderen på et psykiatrisk hospital , som er besat af det gamle vilde vesten, lover Bronco Billy, at institutionen vil finansiere et nyt telt, hvis truppen laver et show på hans institution. Miss Lily og Bronco Billy tilbringer en nat sammen, inden det går op for dem, at Arlington, som har fået penge af den korrupte advokat for at tilstå, at han i et anfald af sindssyge har ”dræbt” Antoinette. Han bliver løsladt og Antoinette vender tilbage til en livsstil I luksus, men savner Billy og hans show. Billy drukner sin sorg i alkohol, men efter en tid vender Miss Lily tilbage til hans cirkus.

## Modtagelse
Selvom filmen indspillede for 4-5 gange mere end oprindelig budgetteret  i løbet af sin spilletid i biograferne, betragtede Eastwood selv denne indtjening som i underkanten. I et interview til en fransk interviewer, omtalte Eastwood filmens manglende finansielle succes og sagde, "Det var et gammeldags tema, givetvis for gammeldags, da filmen ikke klarede sig så godt, som vi havde håbet, men hvis jeg nogensinde havde noget at sige, som instruktør af en film, finder du ud af det i Bronco Billy.
Filmen blev imidlertid rost af mange anmeldere, bl.a. andre Janet Maslin i The New York Times, hvor hun fremhævede instruktionen og fandt, at filmen var "the best and funniest Clint Eastwood movie in quite a while".

## Priser og nomineringer
- Den første Golden Raspberry Award

Nomineret: Dårligste skuespiller (Sondra Locke)

## Eksterne Henvisninger
- Bronco Billy på Internet Movie Database (engelsk)
- Bronco Billy på Filmdatabasen
- Bronco Billy på Scope
- Bronco Billy i Svensk Filmdatabas (svensk)
- Bronco Billy på AlloCiné (fransk)
- Bronco Billy på MovieMeter (nederlandsk)
- Bronco Billy på AllMovie (engelsk)
- Bronco Billy hos American Film Institute (engelsk)
- Bronco Billys profil hos Encyclopædia Britannica Online (engelsk)
- Bronco Billy på Turner Classic Movies (engelsk)